# Chevelle
Chevelle ist eine US-amerikanische Band aus Grayslake, Illinois. Sie wurde im Jahre 1995 gegründet und steht bei Epic Records unter Vertrag. Alleine in den USA konnte die Band über neun Millionen Tonträger verkaufen. Chevelle wurden dreimal mit dem GMA Dove Award ausgezeichnet und erhielten zwei bzw. jeweils eine Nominierung bei den Billboard Music Awards, den Teen Choice Awards und den iHeartRadio Music Awards.

## Bandgeschichte

### Frühe Jahre undPoint #1(1995 bis 2001)

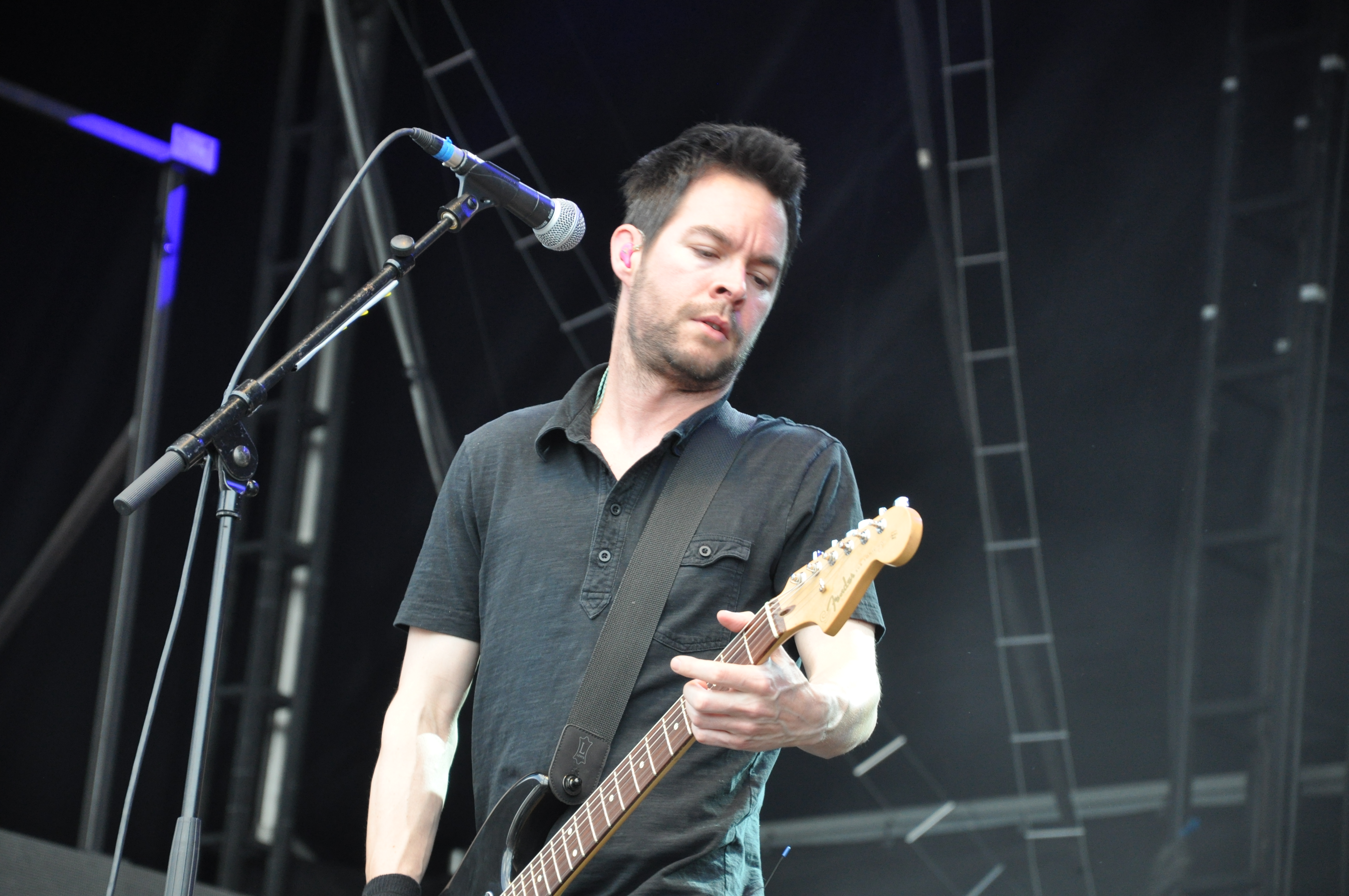
Sänger Pete Loeffler

Im Jahre 1995 beginnen die Brüder Pete und Sam Loeffler sich für Musik zu interessieren. Während Pete die Gitarre und den Gesang übernimmt wird Sam Loeffler Schlagzeuger. Komplettiert wurde die erste Besetzung durch den gemeinsamen Freund Matt Scott, der Bassist wird. Nach kurzer Zeit wird Scott durch Joe Loeffler ersetzt, da dieser der bessere Bassist ist. Somit bestand die Band aus drei der sieben Loeffler-Geschwister, die die Garage des Elternhauses zum Proberaum umfunktionieren. Der Bandname Chevelle stammt vom Chevrolet Chevelle, dem Lieblingsauto ihres Vaters. Es folgten zahlreiche Auftritte auf Partys und in Clubs im Großraum Chicago, für die die Gruppe teilweise eine Sondergenehmigung brauchte, weil Joe Loeffler erst 14 Jahre alt war.
Die Gruppe veröffentlichte im Jahre 1998 das Demo The Blue Album mit sieben Titeln. Daraufhin wurden Chevelle vom christlichen Plattenlabel Squint Entertainment unter Vertrag genommen. Am 4. Mai 1999 veröffentlichte die Band ihr Debütalbum Point #1, dass von Steve Albini produziert wurde. Bei den GMA Dove Awards 2000 wurden das Album und das Lied Mia in den Kategorien Hard Music Album und Hard Music Recorded Song ausgezeichnet. Ein Jahr später erhielt auch das Titellied den Preis in der Kategorie Hard Music Recorded Song. Es folgten Tourneen im Vorprogramm von Bands wie Sevendust, Machine Head, Filter und Powerman 5000, ehe Squint Entertainment im Jahre 2001 den Betrieb einstellte.

### Wonder What’s Next(2002 bis 2003)

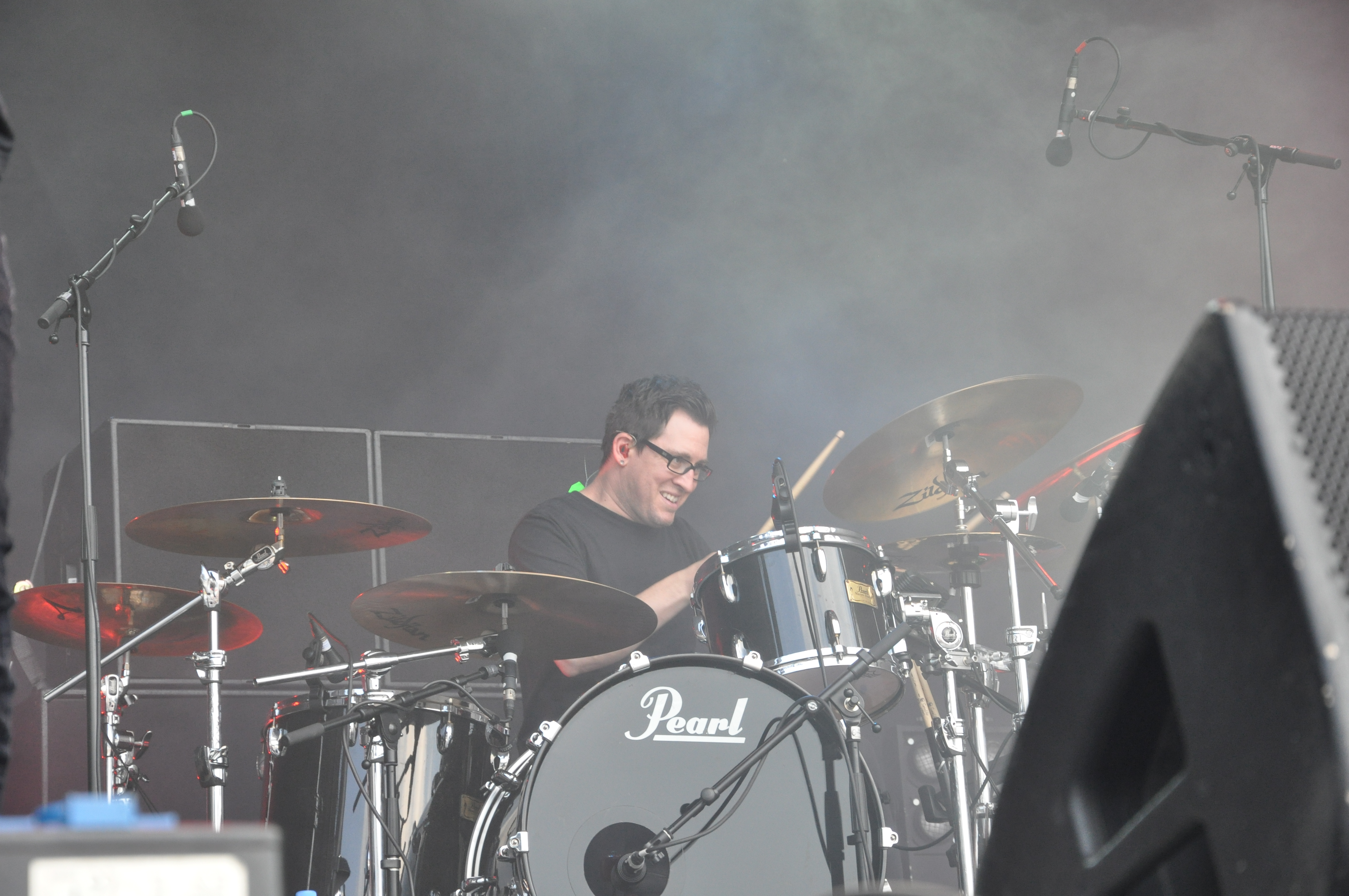
Schlagzeuger Sam Loeffler

Das Major-Label Epic Records wurde auf die Band aufmerksam und nahm die Band unter Vertrag. Chevelle tourten mit den Bands Local H und Burning Brides durch die USA und nahmen am Ozzfest teil. Am 8. Oktober 2002 erschien das von Garth Richardson produzierte zweite Studioalbum Wonder What’s Next, welches Platz 14 der US-amerikanischen Albumcharts erreichte. Das Musikvideo zur ersten Single The Red wurde von MTV in die Rotation aufgenommen, während die zweite Single Send the Pain Below Platz eins der Billboard Mainstream Rock Songs erreichte. Anfang 2003 tourten Chevelle im Vorprogramm von Audioslave durch Europa, bevor im Frühjahr eine US-Tour mit Unloco, Taproot und dem Headliner Disturbed folgte.
Am 20. Mai 2003 traten Chevelle mit dem Lied Send the Pain Below in der Late Show with David Letterman auf. Im Juni 2003 wurde das Album Wonder What’s Next für über eine Million verkaufte Einheiten in den USA mit Platin ausgezeichnet. Es folgte eine weitere Teilnahme an der Ozzfest-Tour, wo die Band das Livealbum Live from the Road und die Live-DVD Live from the Norva aufzeichnete. Am 24. Februar 2004 veröffentlichten Disturbed ihr Livealbum Music as a Weapon II, auf dem Chevelle mit zwei Titeln vertreten sind. Bei dem Lied The Red wurden Chevelle vom Disturbed-Sänger David Draiman unterstützt, während Pete Loeffler zusammen mit den Unloco-Sänger Joey Duenas bei dem Disturbed-Lied Stupify zu hören ist.

### This Type of Thinking (Could Do Us In)(2004 bis 2006)

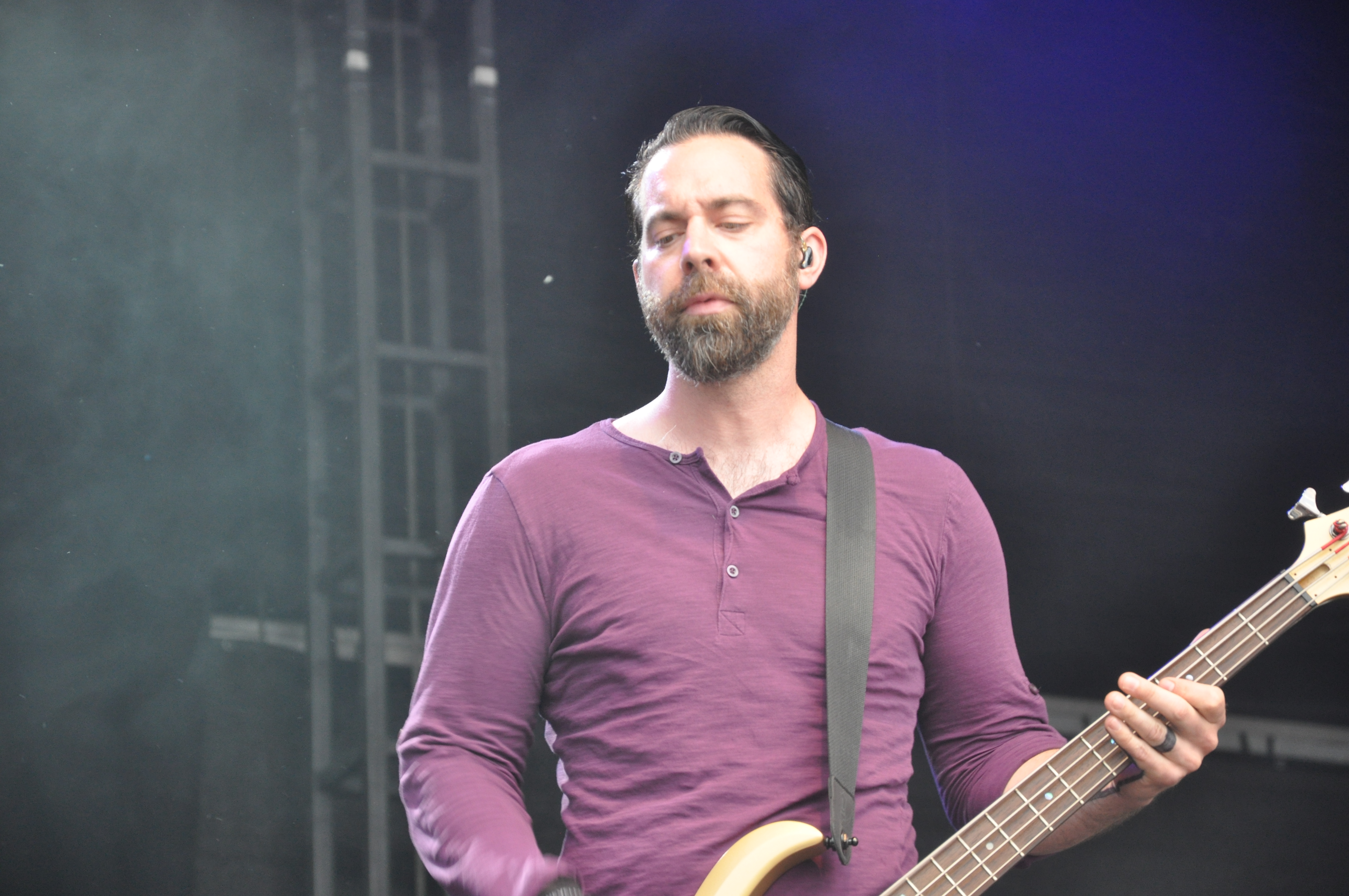
Ex-Bassist Dean Bernardini

Anfang 2004 nahmen Chevelle ihr drittes Studioalbum This Type of Thinking (Could Do Us In) auf, dass von Michael Baskette produziert wurde. Das Album erschien am 21. September 2004 und stieg auf Platz acht der US-amerikanischen Albumcharts ein. Bereits nach sechs Wochen erhielt das Album eine Goldene Schallplatte für 500.000 verkaufte Einheiten in den USA. Die erste Single Vitamin R (Leading Us Along) erreichte Platz eins der Billboard Mainstream Rock Songs, während das Lied The Clincher für den Soundtrack des Computerspiels Madden NFL 2005 verwendet wurde. Anfang 2005 trennten sich Chevelle vom Bassisten Joe Loeffler. Während Pete und Sam Loeffler erklärten, dass Joe eine Pause einlegte, um bei seiner Familie zu sein, warf der Geschasste seinen Brüdern vor, ihn gefeuert zu haben.
Jahre später äußerte sich Pete Loeffler ausführlicher zu der Angelegenheit und erklärte, dass sich Joe Loeffler kaum am Songwriting der Band beteiligen wollte und eigentlich nur dann auftauchte, wenn er gebraucht wurde. Er wollte immer weniger für die Band tun, aber weiterhin ein Drittel der Band sein. Mit dem Filter-Bassisten Geno Lenardo tourten Chevelle durch die USA mit den Vorgruppen Taproot und 30 Seconds to Mars, bevor mit Dean Bernardini der Schwager der verbliebenen Loeffler-Brüder neuer permanenter Bassist wurde. Im Sommer 2006 sollten Chevelle mit Nickelback und Hoobastank auf Tour gehen. Allerdings musste die Band ihre Teilnahme wegen einer Handverletzung von Dean Bernardini absagen.

### Vena SeraundSci-Fi Crimes(2007 bis 2011)

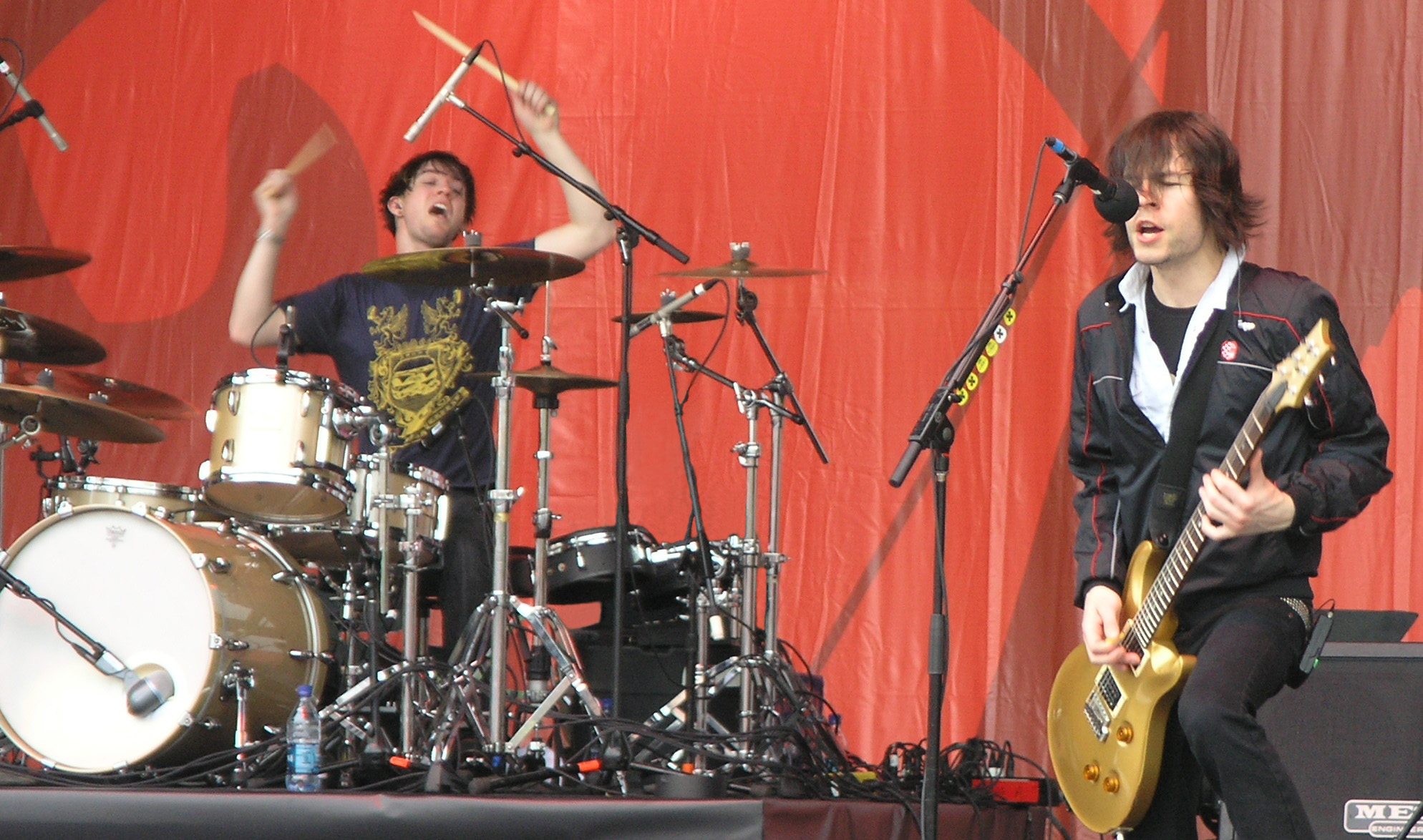
Chevelle live 2007

Chevelle spielten das vierte Studioalbum Vena Sera ein, welches erneut von Michael Baskette produziert wurde. Das Album erschien am 3. April 2007 und erreichte Platz zwölf der US-amerikanischen Albumcharts. Die Band tourte mit Finger Eleven als Vorband von Evanescence durch Nordamerika. Es folgte eine eigene Headlinertournee mit den Vorgruppen Finger Eleven und Strata. Während dieser Tournee wurde Chevelle in Dallas der Anhängen mit ihrem Equipment gestohlen. Die Hälfte davon tauchte wieder auf. Im Juli 2007 spielten Chevelle als Vorgruppe von The Butterfly Effect in Australien. Während dieser Tour verstarb der Bandmanager.
Anfang 2009 nahm die Band in Nashville mit dem Produzenten Brian Virtue das fünfte Studioalbum Sci-Fi Crimes auf, das am 31. August 2009 erschien und sich auf Platz sechs der US-amerikanischen und auf Platz 21 der kanadischen Albumcharts platzierte. Zeitgleich tourten Chevelle mit Staind, Shinedown und Halestorm durch die USA. Im Sommer 2010 nahmen Chevelle zusammen mit Sevendust und Puddle of Mudd an Shinedowns Tournee Carnival of Madness teil. Im Oktober 2010 nahm die Band zwei Headlinerkonzerte in Chicago auf, die am 11. Januar 2011 unter dem Namen Any Last Words? auf DVD veröffentlicht wurden.

### Hats Off the BullundLa Gárgola(2011 bis 2015)

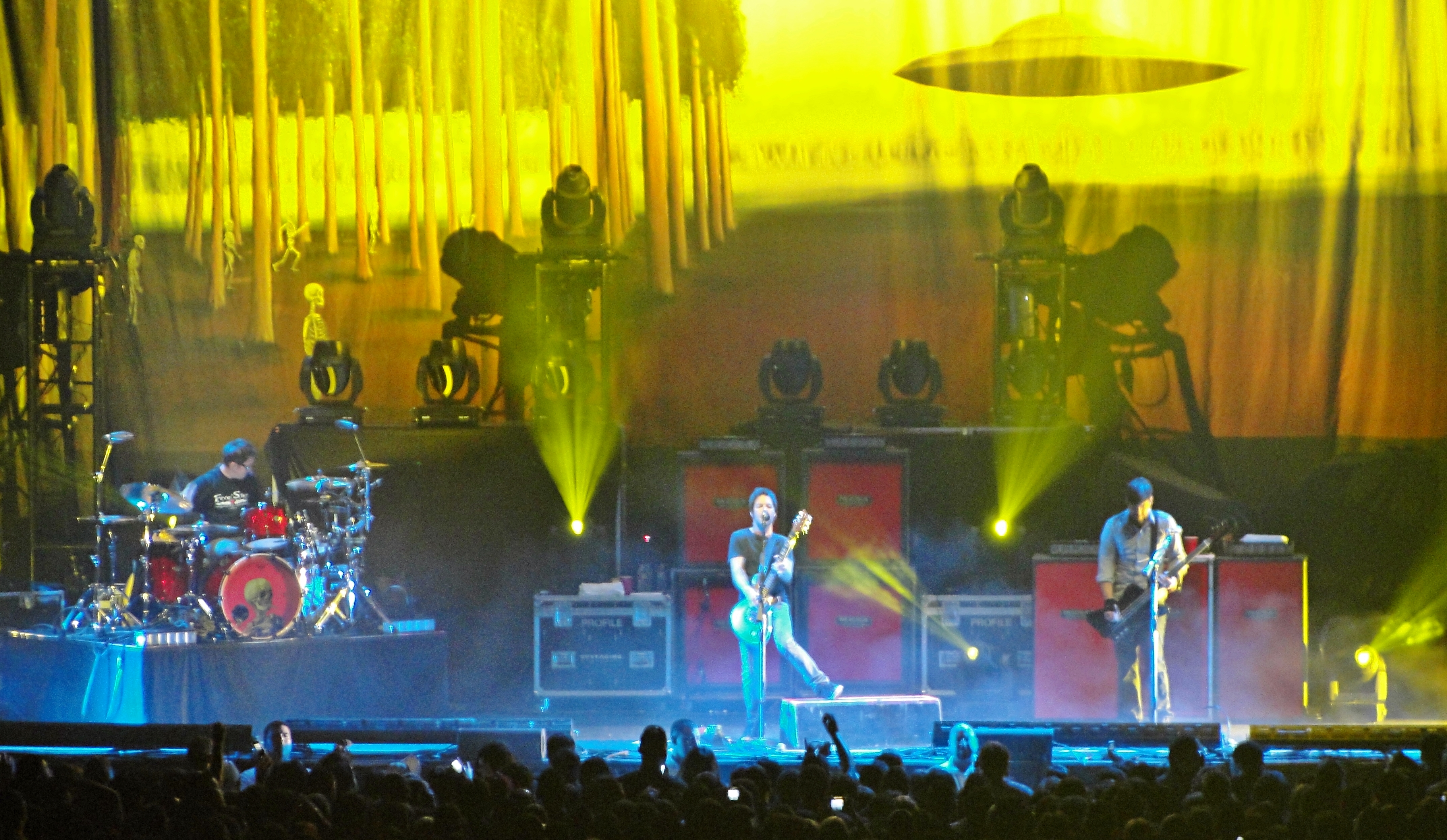
Chevelle live 2009

Im Sommer 2011 nahmen Chevelle mit dem Produzenten Joe Barresi ihr sechstes Studioalbum Hats Off the Bull auf. Das Album erschien am 6. Dezember 2011 und erreichte Platz 20 der US-amerikanischen Albumcharts. Zwei Tage nach der Veröffentlichung traten Chevelle mit der ersten Single Face to the Floor in der Late-Night-Show Jimmy Kimmel Live! auf. Bei einem Konzert in Tucson im Oktober 2012 zog sich Sänger Pete Loeffler eine Knieverletzung zu, so dass er die folgenden Konzerte im Sitzen agieren musste. Am 4. Dezember 2012 veröffentlichte die Band ihr erstes Best-of-Album Stray Arrows: A Collection of Favorites, bevor sich Chevelle eine längere Auszeit nahmen.
Für das siebte Studioalbum La Gárgola (spanisch: Wasserspeier) arbeitete die Band erneut mit Joe Barresi zusammen. Das Album erschien am 1. April 2014 und erreichte Platz drei der US-amerikanischen und Platz neun der kanadischen Albumcharts. Für die Band waren es die bislang höchsten Chartplatzierungen. Es folgte eine Tournee mit den Vorgruppen Middle Class Rut und Oh Brother, bevor im Frühjahr 2015 weitere Konzerte mit The Used und Marmozets folgten. Beim Konzert in Chicago am 22. Mai 2015 verunglückte der 24-jährige Zuschauer Kyle Kirchhoff tödlich, als er vom Oberrang des Aragon Ballroom stürzte.

### The Northern Corridorund12 Bloody Spies(2016 bis 2019)

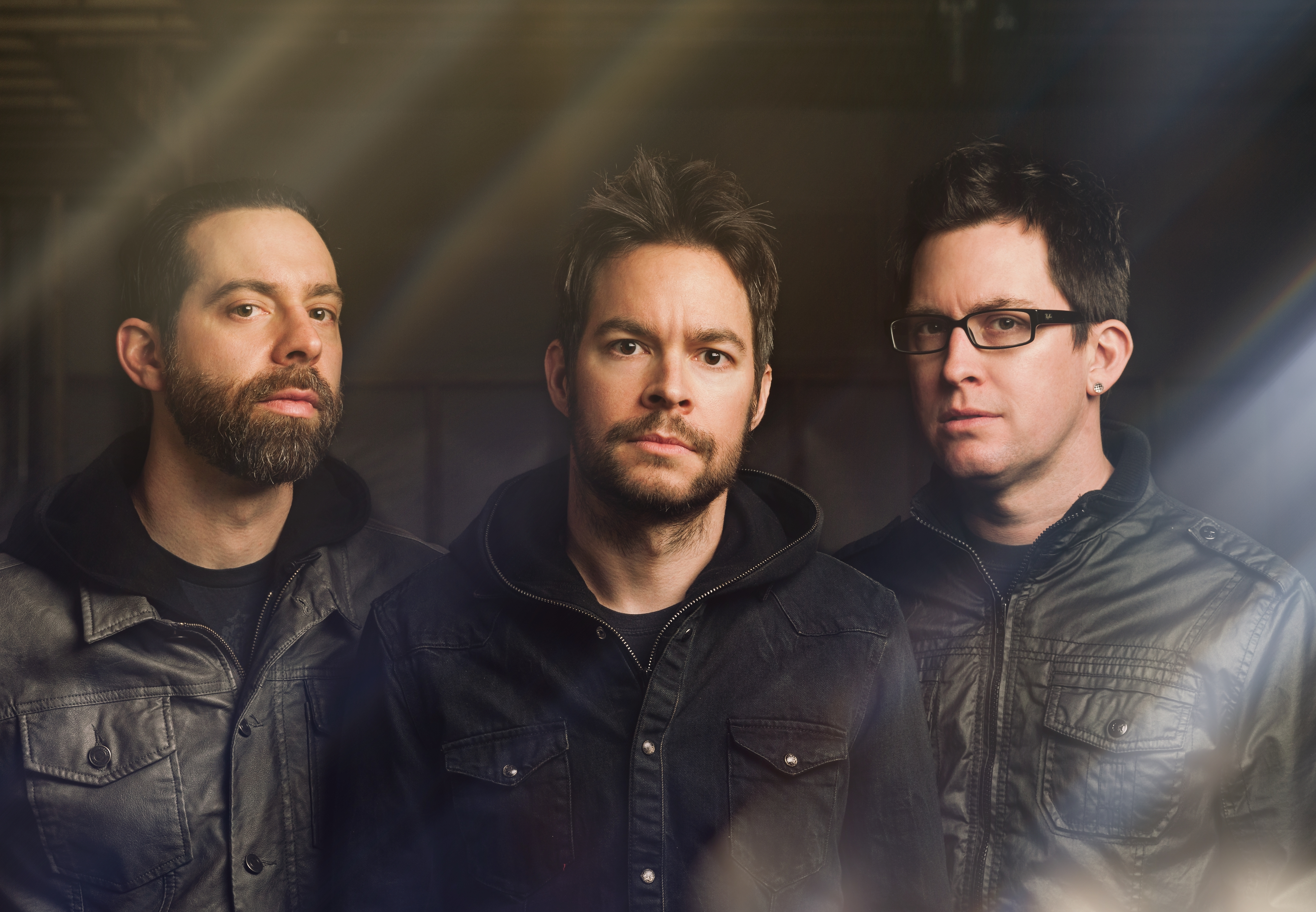
Chevelle 2014

Chevelle nahmen im Anfang 2016 mit Joe Barresi ihr achtes Studioalbum The Northern Corridor auf, das am 8. Juli 2016 erschien. Das Album erreichte Platz acht der US-amerikanischen und Platz 19 der kanadischen Albumcharts. Die erste Single Joyride (Omen) belegte Platz eins der Billboard Mainstream Rock Songs. Im Herbst 2016 tourten Chevelle mit Disturbed und Nothing More durch die USA. Es folgte eine Europatournee im Frühjahr 2017, wo Chevelle für Avenged Sevenfold und Disturbed eröffneten. Nach dem Konzert in der Stuttgarter Hanns-Martin-Schleyer-Halle kam es zu einem tödlichen Unfall, als ein rund 20 Meter über der Bühne arbeitender Roadie abstürzte und einen auf der Bühne arbeitenden Kollegen traf. Dieser erlag seinen Verletzungen.
Am 26. Oktober 2018 veröffentlichten Chevelle die Kompilation 12 Bloody Spies: B-Sides and Rarities, die B-Seiten und diverse Raritäten enthält. Im Sommer 2019 tourten Chevelle zusammen mit Three Days Grace, Dorothy und Diamante im Vorprogramm von Breaking Benjamin durch Nordamerika. Im Mai 2020 wurden mehrere Veröffentlichungen der Band in den USA mit Gold und Platin ausgezeichnet. Das Album Wonder What’s Next und die Single The Red erhielten jeweils Doppelplatin. Platin erhielten die Single Send the Pain Below und das Album This Type of Thinking (Could Do Us In), während das Album Vena Sera Gold erhielt. Im Januar 2020 erhielten die Singles Vitamin R (Leading Us Along), The Clincher, I Get It, Jars und Face to the Floor jeweils Gold in den USA.

### NiratiasundBright as Blasphemy(seit 2020)
Gleichzeitig nahm die Band mit Joe Baressi ihr neuntes Studioalbum Niratias auf, welches am 5. März 2021 erschien. Der Albumtitel ist ein Initialwort und steht für „Nothing Is Real and This Is a Simulation“ (engl.: „Nichts ist echt und dies ist eine Simulation“.). Gleichzeitig stellten Chevelle mit Kemble Walters ihren neuen Tour-Bassisten vor. Niratias stieg auf Platz neun der US-amerikanischen und Platz 68 der kanadischen Albumcharts ein. Die erste Single Self Destructor erreichte Platz eins der Billboard Mainstream Rock Songs und wurde im Soundtrack des Films Killer’s Bodyguard 2 verwendet. Für November 2021 geplante Konzerte musste die Band ersatzlos absagen und entschloss sich daraufhin, die freie Zeit für das Schreiben neuer Musik zu verwenden. Bei den iHeartRadio Music Awards 2022 wurden Chevelle in der Kategorie Rock Artist of the Year nominiert. Der Preis ging jedoch an die Foo Fighters.
Für den 15. August 2025 kündigte die Band ihr zehntes Studioalbum Bright as Blasphemy an, welches von den Pete und Sam Loeffler selbst produziert wurde. Nachdem ihr Vertrag mit Epic Records auslief erscheint das Album bei Alchemy Recordings. Gleichzeitig kündigten Chevelle eine Nordamerikatournee mit Asking Alexandria und Dead Poet Society an.

## Stil

### Musik
Tracy Frey vom Onlinemagazin Allmusic bezeichnet sie als aggressive Band mit harten Riffs, die in den 2000er Jahren von „launischen“ Indie-Rockern zu einem Alternative-Metal-Act wurde. Die Band wurde durch die „torkelnden Riffs“ von Helmet und den „zwischen weich und laut pendelnden Gesangsdynamiken“ von Tool inspiriert. In den 2010er Jahren kristallisierte sich eine „radiofreundliche aber harte“ Mischung aus Alternative Metal und Post-Grunge heraus. Laut dem Onlinemagazin laut.de treffen „dunkle Stimmungen auf energetische und emotionale Arrangements und aufbegehrende Texte“. Die Band ließe sich stilistisch nur insofern dem Nu Metal zuordnen, als „treibende und aggressive Gitarrenriffs die Songstrukturen prägen“. Chevelle werden mit Tool, Helmet, Filter oder A Perfect Circle verglichen.

### Bezüge zum Christentum
In den frühen Jahren wurden Chevelle wegen ihrer christlichen Texte häufig als christliche Band bezeichnet, nicht zuletzt, da ihr Debütalbum Point #1 auf einem Label für christliche Musik erschien. Allerdings kam es schnell zu Kontroversen, da Chevelle in ihren Texten Flüche und wütendes Vokabular verwendet. Die Band erntete von Seiten christlicher Medien Kritik, als sie während der Ozzfest-Tournee die Bühne mit Bands wie Cradle of Filth teilten. Die Musiker selber sehen sich als Individuen als Christen, nicht aber als Band. Schlagzeuger Sam Loeffler erklärte gegenüber der Chicago Tribune:

„Unser Glaube ist uns nach wie vor enorm wichtig, aber es ist auch eine sehr persönliche Sache. Keiner von uns denkt nur ansatzweise, dass eine Rockband die Bühne als Podest zum Predigen nutzen sollte.“

## Diskografie
Studioalben

| Jahr | Titel Musiklabel                                    | Höchstplatzierung, Gesamtwochen, AuszeichnungChartplatzierungen (Jahr, Titel, Musiklabel, Platzierungen, Wochen, Auszeichnungen, Anmerkungen) | Höchstplatzierung, Gesamtwochen, AuszeichnungChartplatzierungen (Jahr, Titel, Musiklabel, Platzierungen, Wochen, Auszeichnungen, Anmerkungen) | Anmerkungen                                                    |
| Jahr | Titel Musiklabel                                    | US | Rock | Anmerkungen                                                    |
| ---- | --------------------------------------------------- | --- | --- | -------------------------------------------------------------- |
| 1999 | Point #1 Squint Entertainment                       | — | — | Erstveröffentlichung: 4. Mai 1999                              |
| 2002 | Wonder What’s Next Epic Records                     | US14 ×2Doppelplatin · (49 Wo.)US | — | Erstveröffentlichung: 8. Oktober 2002 Verkäufe: + 2.000.000    |
| 2004 | This Type of Thinking (Could Do Us In) Epic Records | US8 Platin · (38 Wo.)US | — | Erstveröffentlichung: 21. September 2004 Verkäufe: + 1.000.000 |
| 2007 | Vena Sera Epic Records                              | US12 Gold · (12 Wo.)US | Rock2 (5 Wo.)Rock | Erstveröffentlichung: 3. April 2007 Verkäufe: + 500.000        |
| 2009 | Sci-Fi Crimes Epic Records                          | US6 (13 Wo.)US | Rock3 (9 Wo.)Rock | Erstveröffentlichung: 31. August 2009                          |
| 2011 | Hats Off to the Bull Epic Records                   | US20 (21 Wo.)US | Rock5 (20 Wo.)Rock | Erstveröffentlichung: 6. Dezember 2011                         |
| 2014 | La Gárgola Epic Records                             | US3 (17 Wo.)US | Rock1 (17 Wo.)Rock | Erstveröffentlichung: 1. April 2014                            |
| 2016 | The North Corridor Epic Records                     | US8 (4 Wo.)US | Rock1 (9 Wo.)Rock | Erstveröffentlichung: 12. Juli 2016                            |
| 2021 | Niratias Epic Records                               | US9 (2 Wo.)US | Rock1 (2 Wo.)Rock | Erstveröffentlichung: 5. März 2021                             |
| 2025 | Bright as Blasphemy Alchemy Recordings              | — | — | Erstveröffentlichung: 15. August 2025                          |

grau schraffiert: keine Chartdaten aus diesem Jahr verfügbar

## Auszeichnungen
| Jahr | Kategorie                      | für                 | Resultat  |
| ---- | ------------------------------ | ------------------- | --------- |
| 2003 | Modern Rock Artist of the Year | Chevelle            | Nominiert |
| 2003 | Rock Single of the Year        | Send the Pain Below | Nominiert |

| Jahr | Kategorie                | für      | Resultat |
| ---- | ------------------------ | -------- | -------- |
| 2000 | Hard Music Album         | Point #1 | Gewonnen |
| 2000 | Hard Music Recorded Song | Mia      | Gewonnen |
| 2001 | Hard Music Recorded Song | Point #1 | Gewonnen |

| Jahr | Kategorie               | für      | Resultat  |
| ---- | ----------------------- | -------- | --------- |
| 2022 | Rock Artist of the Year | Chevelle | Nominiert |

| Jahr | Kategorie         | für                 | Resultat  |
| ---- | ----------------- | ------------------- | --------- |
| 2003 | Choice Rock Track | Send the Pain Below | Nominiert |